# Rie Yasumi
Rie Yasumi (japonès: やすみ りえ, Yasumi Rie) és el nom de ploma de Rieko Yasumi, (japonès: 休 理英子, Yasumi Rieko; Kōbe, 1 de març de 1972) que és una poetessa senryu japonesa. Va estudiar a la Universitat Otemae.
Yasumi escriu en japonès i alemany, i ha publicat diversos llibres -novel·les, poemes, obres de teatre, assaigs- en tots dos idiomes. Ha rebut nombrosos premis per la seva escriptura incloent el Premi Akutagawa, el Premi Adelbert von Chamisso, el Premi Tanizaki, i la Medalla Goethe.